# Tensão elétrica nominal
Tensão elétrica nominal é a tensão elétrica, normalmente expressa em volts (V) ou quilovolts (kV), a que um determinado aparelho deve ser ligado para operar corretamente. Este parâmetro é definido pelo fabricante do equipamento.
Tensão nominal no âmbito de máquinas electricas
É o valor da tensão que se supôs existir entre os terminais de uma dada máquina no momento que se fez o respectivo cálculo e que, posteriormente, se verificou poder existir sem constituir perigo para a sua conservação. Essa verificação obtém-se pelos ensaios de isolamento previstos pelas normas a que se pretende que a máquina satisfaça.